# Abelsonita
La abelsonita es un mineral de la clase "Compuestos orgánicos", que químicamente es un derivado de la porfirina con níquel. Un sinónimo es "IMA1975-013".
Fue descubierta en 1978 en una mina de Utah (EE. UU.), siendo denominada así en honor del físico norteamericano Philip Hauge Abelson.

## Formación y yacimientos
Aparece en formaciones de esquistos bituminosos en la formación "Green River" en Utah, en forma de pequeños agregados de cristales laminares de un centímetro, normalmente asociada a minerales silicatos. 